# Груздева (деревня)
Груздева — деревня в Шадринском районе Курганской области России. Входит в состав Сосновского сельсовета.

## История
До 1917 года в составе Иванищевской волости Шадринского уезда Пермской губернии. По данным на 1926 год состояла из 121 хозяйства. В административном отношении входила в состав Сосновского сельсовета Ольховского района Шадринского округа Уральской области.

## Население
| 1989 | 2002 | 2010 |
| ---- | ---- | ---- |
| 14   | ↘2   | ↗3   |

По данным переписи 1926 года в деревне проживало 518 человек (255 мужчин и 263 женщины), в том числе: русские составляли 100 % населения.
Согласно результатам Всероссийской переписи населения 2002 года, в национальной структуре населения русские составляли 100 %.